# Teutônia
Teutônia est une municipalité brésilienne située dans l'État du Rio Grande do Sul.

## Histoire
Teutônia est fondée en 1858, avec quelques autres localités limitrophes, sous le nom de Colônia Teutônia (« colonie allemande »). En 1996, Teutônia devient indépendante des autres localités, Westfália et Imigrante, et forme une municipalité indépendante.